# Maria Hilf (Holzburg)

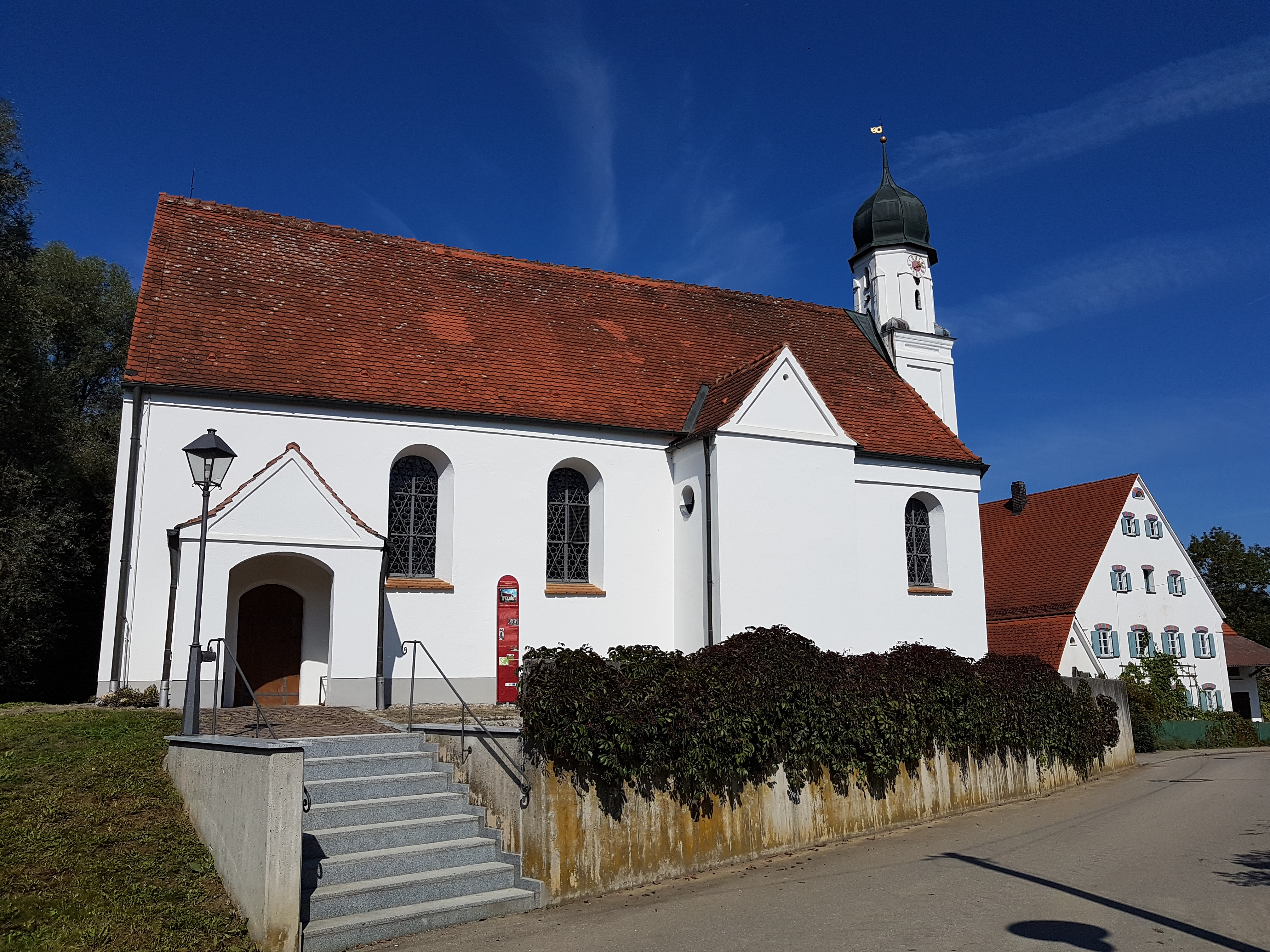
Maria Hilf in Holzburg

Die Wallfahrtskirche Maria Hilf ist ein Baudenkmal in Holzburg in der Gemeinde Ried im Landkreis Aichach-Friedberg in Bayern.

## Geschichte
Grabungen ergaben, dass die Kirche bereits um 1200 als romanische Chorturmkirche bestand. Der Chorraum wurde im 14./15. Jahrhundert zur Zeit der Gotik errichtet. Während der Pestepidemie 1671 bis 1679 entstand die Wallfahrt zu Unserer Lieben Frau von Holzburg. Aufgrund des großen Zustroms an Wallfahrern wurden Ende des 17. Jahrhunderts die beiden Seitenkapellen angebaut. Zeitgleich bekam der Kirchturm einen Achteckaufsatz mit Zwiebelhaube. 1700 wurde eine Bruderschaft des heiligen Lebens und Wandels Jesu Mariä und Joseph gegründet. Im Zuge der Säkularisation wurde die Wallfahrt verboten, lebt jedoch trotzdem bis heute fort.

## Baubeschreibung
Maria Hilf ist kreuzförmig angelegt. Es handelt sich um einen tonnengewölbten Saalbau mit querschiffartig angebauten Kapellen und eingezogenem Chor. Östlich ist ein Zwiebelturm eingestellt. An die Kirche ist ein Baptistenhaus angebaut.

## Ausstattung

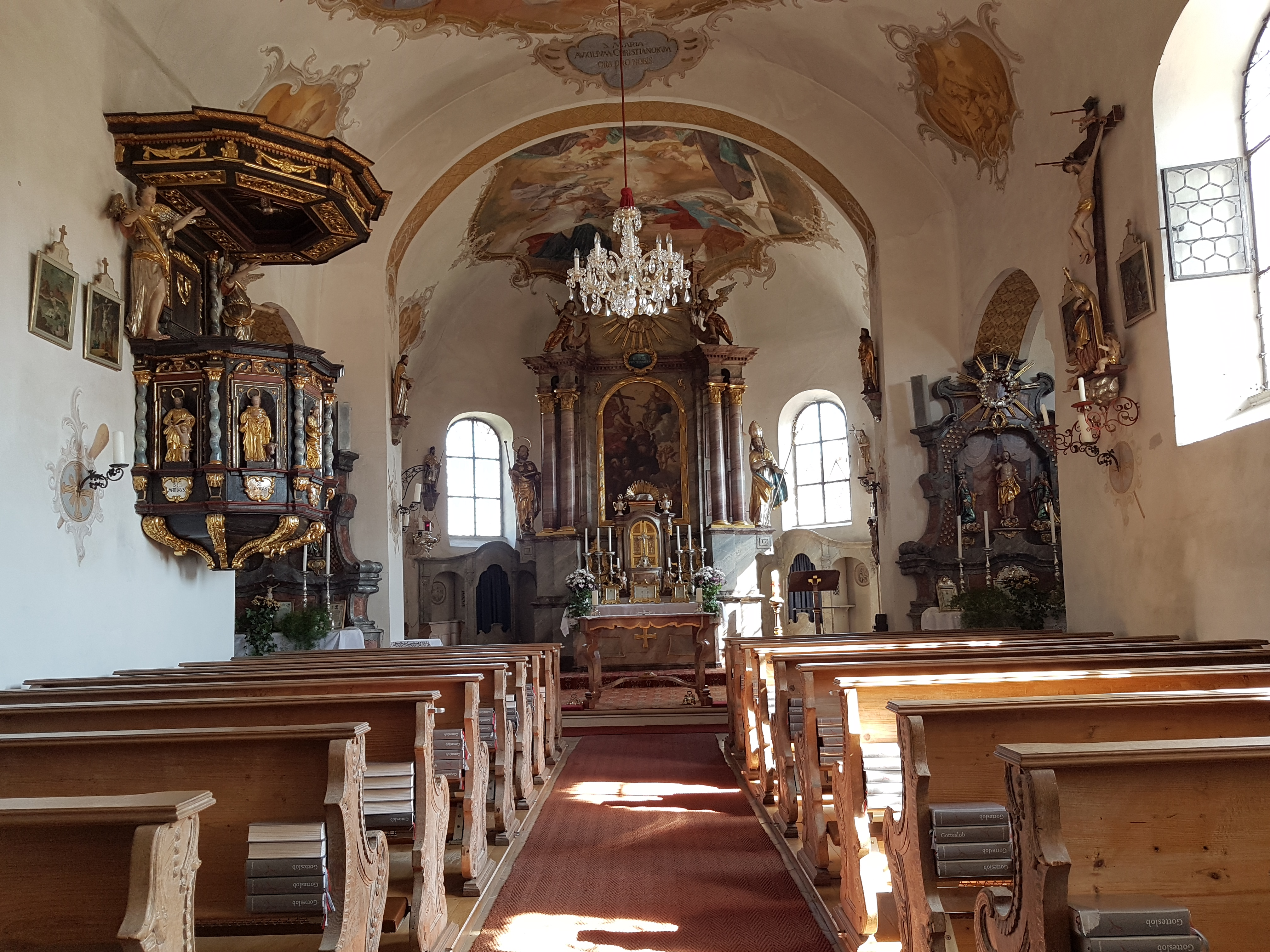
Innenraum

Der Hochaltar und die Kanzel stammen aus der Zeit um 1700. Am linken Seitenaltar ist als Bruderschaftsbild der Heilige Wandel um 1700 zu sehen. Die übrige Ausstattung, wie die beiden Seitenaltäre, ist aus der Mitte des 18. Jahrhunderts. Die Fresken um 1760 sind von Sigismund Reis. Sie zeigen im Chor die Verkündigung an Maria und im Langhaus die Himmelfahrt Mariens. Die Figur der hl. Rosalia stammt aus der Hand von Johann Caspar Öberl. Das Gnadenbild ist die Figurengruppe am rechten Seitenaltar mit Auferstandenem, Maria als Königin und Johannes. Die ältesten Votivbilder aus der Zeit vor 1600 befinden sich unter Putz hinter den Altären. Von denen an der hinteren Nordwand ist das älteste von 1696.